# Robert Hajšel
Robert Hajšel, né le 28 mars 1967 à Banská Štiavnica, est un homme politique slovaque. Il est élu député européen en 2019 en tant qu'indépendant sur la liste du parti SMER – social-démocratie.

## Biographie
Il est élu député européen en mai 2019.